# Лазар, Фредерик
Фредери́к Лаза́р (фр. Frédéric Lazard, 20 февраля 1883, Париж — 18 ноября 1948, Ле-Везине) — французский шахматист и шахматный композитор. Основная профессия: журналист.
Жил в Париже, участвовал во многих французских турнирах и чемпионатах.
Лазар — автор более 100 этюдов, многие из которых заняли высокие места на конкурсах. Составлял также и задачи. В 1928 году опубликовал сборник своих этюдов и задач «Mes problèmes et études d'échecs» с предисловием тогдашнего чемпиона мира Александра Алехина.

## Спортивные результаты
| Год  | Город     | Соревнование                | + | − | = | Результат | Место |
| ---- | --------- | --------------------------- | - | - | - | --------- | ----- |
| 1924 | Париж     | 1-я неофициальная Олимпиада | 4 | 4 | 5 | 6½ из 13  |       |
|      | Страсбург | 2-й чемпионат Франции       | 4 | 6 | 2 | 5 из 9    | 9     |
| 1925 | Ницца     | 3-й чемпионат Франции       | 5 | 2 | 1 | 5½ из 8   | 2—3   |
| 1926 | Биарриц   | 4-й чемпионат Франции       | 4 | 1 | 3 | 5½ из 8   | 2     |
| 1933 | Саргемин  | 11-й чемпионат Франции      | 1 | 1 | 6 | 4 из 8    | 3—4   |
| 1934 | Париж     | 12-й чемпионат Франции      | 3 | 3 | 3 | 4½ из 9   | 6     |
| 1936 | Париж     | 14-й чемпионат Франции      | 3 | 2 | 2 | 4 из 8    | 4—5   |

- 1920: чемпионат Парижа, 1-е место.
- 1922: чемпионат Парижа, 2-е место.
- 1927: чемпионат Парижа, 13-е место.[4]
- 1928: чемпионат Парижа, 10—11-е места.[5]
- 1929: чемпионат Парижа, 7-е место.[5]
- 1930: чемпионат Парижа, 3—5-е места.
- 1933: чемпионат Парижа, 10-е место.[6]

## Примечательные партии
В историю шахматных курьёзов вошла самая короткая турнирная партия А. Жибо — Ф. Лазар (Париж, 1924): 1. d4 Кf6 2. Кd2 e5 3. de Кg4 4. h3?? Кe3! Белые сдались.
```
[Site "Париж"] [Date "1924"] [Round "6"] [White "А. Жибо"] [Black "Ф. Лазар"] [Result "0-1"] [EventDate "1924"] [EventType "турнир"] [EventCountry "FRA"]  [FirstMove "4d"] 1. d4 Nf6 2. Nd2 e5 3. dxe5 Ng4 4. h3?? Ne3! 0-1 
```

## Избранные этюды
|   | a | b | c | d | e | f | g | h |   |
| - | --- | --- | --- | --- | --- | --- | --- | --- | - |
| 8 | a8 чёрный король · a7 белая пешка · b7 чёрный слон · b5 белый слон · g5 белый король · g4 белая ладья · g3 чёрная пешка · h3 белая пешка · g1 чёрная ладья | a8 чёрный король · a7 белая пешка · b7 чёрный слон · b5 белый слон · g5 белый король · g4 белая ладья · g3 чёрная пешка · h3 белая пешка · g1 чёрная ладья | a8 чёрный король · a7 белая пешка · b7 чёрный слон · b5 белый слон · g5 белый король · g4 белая ладья · g3 чёрная пешка · h3 белая пешка · g1 чёрная ладья | a8 чёрный король · a7 белая пешка · b7 чёрный слон · b5 белый слон · g5 белый король · g4 белая ладья · g3 чёрная пешка · h3 белая пешка · g1 чёрная ладья | a8 чёрный король · a7 белая пешка · b7 чёрный слон · b5 белый слон · g5 белый король · g4 белая ладья · g3 чёрная пешка · h3 белая пешка · g1 чёрная ладья | a8 чёрный король · a7 белая пешка · b7 чёрный слон · b5 белый слон · g5 белый король · g4 белая ладья · g3 чёрная пешка · h3 белая пешка · g1 чёрная ладья | a8 чёрный король · a7 белая пешка · b7 чёрный слон · b5 белый слон · g5 белый король · g4 белая ладья · g3 чёрная пешка · h3 белая пешка · g1 чёрная ладья | a8 чёрный король · a7 белая пешка · b7 чёрный слон · b5 белый слон · g5 белый король · g4 белая ладья · g3 чёрная пешка · h3 белая пешка · g1 чёрная ладья | 8 |
| 7 | a8 чёрный король · a7 белая пешка · b7 чёрный слон · b5 белый слон · g5 белый король · g4 белая ладья · g3 чёрная пешка · h3 белая пешка · g1 чёрная ладья | a8 чёрный король · a7 белая пешка · b7 чёрный слон · b5 белый слон · g5 белый король · g4 белая ладья · g3 чёрная пешка · h3 белая пешка · g1 чёрная ладья | a8 чёрный король · a7 белая пешка · b7 чёрный слон · b5 белый слон · g5 белый король · g4 белая ладья · g3 чёрная пешка · h3 белая пешка · g1 чёрная ладья | a8 чёрный король · a7 белая пешка · b7 чёрный слон · b5 белый слон · g5 белый король · g4 белая ладья · g3 чёрная пешка · h3 белая пешка · g1 чёрная ладья | a8 чёрный король · a7 белая пешка · b7 чёрный слон · b5 белый слон · g5 белый король · g4 белая ладья · g3 чёрная пешка · h3 белая пешка · g1 чёрная ладья | a8 чёрный король · a7 белая пешка · b7 чёрный слон · b5 белый слон · g5 белый король · g4 белая ладья · g3 чёрная пешка · h3 белая пешка · g1 чёрная ладья | a8 чёрный король · a7 белая пешка · b7 чёрный слон · b5 белый слон · g5 белый король · g4 белая ладья · g3 чёрная пешка · h3 белая пешка · g1 чёрная ладья | a8 чёрный король · a7 белая пешка · b7 чёрный слон · b5 белый слон · g5 белый король · g4 белая ладья · g3 чёрная пешка · h3 белая пешка · g1 чёрная ладья | 7 |
| 6 | a8 чёрный король · a7 белая пешка · b7 чёрный слон · b5 белый слон · g5 белый король · g4 белая ладья · g3 чёрная пешка · h3 белая пешка · g1 чёрная ладья | a8 чёрный король · a7 белая пешка · b7 чёрный слон · b5 белый слон · g5 белый король · g4 белая ладья · g3 чёрная пешка · h3 белая пешка · g1 чёрная ладья | a8 чёрный король · a7 белая пешка · b7 чёрный слон · b5 белый слон · g5 белый король · g4 белая ладья · g3 чёрная пешка · h3 белая пешка · g1 чёрная ладья | a8 чёрный король · a7 белая пешка · b7 чёрный слон · b5 белый слон · g5 белый король · g4 белая ладья · g3 чёрная пешка · h3 белая пешка · g1 чёрная ладья | a8 чёрный король · a7 белая пешка · b7 чёрный слон · b5 белый слон · g5 белый король · g4 белая ладья · g3 чёрная пешка · h3 белая пешка · g1 чёрная ладья | a8 чёрный король · a7 белая пешка · b7 чёрный слон · b5 белый слон · g5 белый король · g4 белая ладья · g3 чёрная пешка · h3 белая пешка · g1 чёрная ладья | a8 чёрный король · a7 белая пешка · b7 чёрный слон · b5 белый слон · g5 белый король · g4 белая ладья · g3 чёрная пешка · h3 белая пешка · g1 чёрная ладья | a8 чёрный король · a7 белая пешка · b7 чёрный слон · b5 белый слон · g5 белый король · g4 белая ладья · g3 чёрная пешка · h3 белая пешка · g1 чёрная ладья | 6 |
| 5 | a8 чёрный король · a7 белая пешка · b7 чёрный слон · b5 белый слон · g5 белый король · g4 белая ладья · g3 чёрная пешка · h3 белая пешка · g1 чёрная ладья | a8 чёрный король · a7 белая пешка · b7 чёрный слон · b5 белый слон · g5 белый король · g4 белая ладья · g3 чёрная пешка · h3 белая пешка · g1 чёрная ладья | a8 чёрный король · a7 белая пешка · b7 чёрный слон · b5 белый слон · g5 белый король · g4 белая ладья · g3 чёрная пешка · h3 белая пешка · g1 чёрная ладья | a8 чёрный король · a7 белая пешка · b7 чёрный слон · b5 белый слон · g5 белый король · g4 белая ладья · g3 чёрная пешка · h3 белая пешка · g1 чёрная ладья | a8 чёрный король · a7 белая пешка · b7 чёрный слон · b5 белый слон · g5 белый король · g4 белая ладья · g3 чёрная пешка · h3 белая пешка · g1 чёрная ладья | a8 чёрный король · a7 белая пешка · b7 чёрный слон · b5 белый слон · g5 белый король · g4 белая ладья · g3 чёрная пешка · h3 белая пешка · g1 чёрная ладья | a8 чёрный король · a7 белая пешка · b7 чёрный слон · b5 белый слон · g5 белый король · g4 белая ладья · g3 чёрная пешка · h3 белая пешка · g1 чёрная ладья | a8 чёрный король · a7 белая пешка · b7 чёрный слон · b5 белый слон · g5 белый король · g4 белая ладья · g3 чёрная пешка · h3 белая пешка · g1 чёрная ладья | 5 |
| 4 | a8 чёрный король · a7 белая пешка · b7 чёрный слон · b5 белый слон · g5 белый король · g4 белая ладья · g3 чёрная пешка · h3 белая пешка · g1 чёрная ладья | a8 чёрный король · a7 белая пешка · b7 чёрный слон · b5 белый слон · g5 белый король · g4 белая ладья · g3 чёрная пешка · h3 белая пешка · g1 чёрная ладья | a8 чёрный король · a7 белая пешка · b7 чёрный слон · b5 белый слон · g5 белый король · g4 белая ладья · g3 чёрная пешка · h3 белая пешка · g1 чёрная ладья | a8 чёрный король · a7 белая пешка · b7 чёрный слон · b5 белый слон · g5 белый король · g4 белая ладья · g3 чёрная пешка · h3 белая пешка · g1 чёрная ладья | a8 чёрный король · a7 белая пешка · b7 чёрный слон · b5 белый слон · g5 белый король · g4 белая ладья · g3 чёрная пешка · h3 белая пешка · g1 чёрная ладья | a8 чёрный король · a7 белая пешка · b7 чёрный слон · b5 белый слон · g5 белый король · g4 белая ладья · g3 чёрная пешка · h3 белая пешка · g1 чёрная ладья | a8 чёрный король · a7 белая пешка · b7 чёрный слон · b5 белый слон · g5 белый король · g4 белая ладья · g3 чёрная пешка · h3 белая пешка · g1 чёрная ладья | a8 чёрный король · a7 белая пешка · b7 чёрный слон · b5 белый слон · g5 белый король · g4 белая ладья · g3 чёрная пешка · h3 белая пешка · g1 чёрная ладья | 4 |
| 3 | a8 чёрный король · a7 белая пешка · b7 чёрный слон · b5 белый слон · g5 белый король · g4 белая ладья · g3 чёрная пешка · h3 белая пешка · g1 чёрная ладья | a8 чёрный король · a7 белая пешка · b7 чёрный слон · b5 белый слон · g5 белый король · g4 белая ладья · g3 чёрная пешка · h3 белая пешка · g1 чёрная ладья | a8 чёрный король · a7 белая пешка · b7 чёрный слон · b5 белый слон · g5 белый король · g4 белая ладья · g3 чёрная пешка · h3 белая пешка · g1 чёрная ладья | a8 чёрный король · a7 белая пешка · b7 чёрный слон · b5 белый слон · g5 белый король · g4 белая ладья · g3 чёрная пешка · h3 белая пешка · g1 чёрная ладья | a8 чёрный король · a7 белая пешка · b7 чёрный слон · b5 белый слон · g5 белый король · g4 белая ладья · g3 чёрная пешка · h3 белая пешка · g1 чёрная ладья | a8 чёрный король · a7 белая пешка · b7 чёрный слон · b5 белый слон · g5 белый король · g4 белая ладья · g3 чёрная пешка · h3 белая пешка · g1 чёрная ладья | a8 чёрный король · a7 белая пешка · b7 чёрный слон · b5 белый слон · g5 белый король · g4 белая ладья · g3 чёрная пешка · h3 белая пешка · g1 чёрная ладья | a8 чёрный король · a7 белая пешка · b7 чёрный слон · b5 белый слон · g5 белый король · g4 белая ладья · g3 чёрная пешка · h3 белая пешка · g1 чёрная ладья | 3 |
| 2 | a8 чёрный король · a7 белая пешка · b7 чёрный слон · b5 белый слон · g5 белый король · g4 белая ладья · g3 чёрная пешка · h3 белая пешка · g1 чёрная ладья | a8 чёрный король · a7 белая пешка · b7 чёрный слон · b5 белый слон · g5 белый король · g4 белая ладья · g3 чёрная пешка · h3 белая пешка · g1 чёрная ладья | a8 чёрный король · a7 белая пешка · b7 чёрный слон · b5 белый слон · g5 белый король · g4 белая ладья · g3 чёрная пешка · h3 белая пешка · g1 чёрная ладья | a8 чёрный король · a7 белая пешка · b7 чёрный слон · b5 белый слон · g5 белый король · g4 белая ладья · g3 чёрная пешка · h3 белая пешка · g1 чёрная ладья | a8 чёрный король · a7 белая пешка · b7 чёрный слон · b5 белый слон · g5 белый король · g4 белая ладья · g3 чёрная пешка · h3 белая пешка · g1 чёрная ладья | a8 чёрный король · a7 белая пешка · b7 чёрный слон · b5 белый слон · g5 белый король · g4 белая ладья · g3 чёрная пешка · h3 белая пешка · g1 чёрная ладья | a8 чёрный король · a7 белая пешка · b7 чёрный слон · b5 белый слон · g5 белый король · g4 белая ладья · g3 чёрная пешка · h3 белая пешка · g1 чёрная ладья | a8 чёрный король · a7 белая пешка · b7 чёрный слон · b5 белый слон · g5 белый король · g4 белая ладья · g3 чёрная пешка · h3 белая пешка · g1 чёрная ладья | 2 |
| 1 | a8 чёрный король · a7 белая пешка · b7 чёрный слон · b5 белый слон · g5 белый король · g4 белая ладья · g3 чёрная пешка · h3 белая пешка · g1 чёрная ладья | a8 чёрный король · a7 белая пешка · b7 чёрный слон · b5 белый слон · g5 белый король · g4 белая ладья · g3 чёрная пешка · h3 белая пешка · g1 чёрная ладья | a8 чёрный король · a7 белая пешка · b7 чёрный слон · b5 белый слон · g5 белый король · g4 белая ладья · g3 чёрная пешка · h3 белая пешка · g1 чёрная ладья | a8 чёрный король · a7 белая пешка · b7 чёрный слон · b5 белый слон · g5 белый король · g4 белая ладья · g3 чёрная пешка · h3 белая пешка · g1 чёрная ладья | a8 чёрный король · a7 белая пешка · b7 чёрный слон · b5 белый слон · g5 белый король · g4 белая ладья · g3 чёрная пешка · h3 белая пешка · g1 чёрная ладья | a8 чёрный король · a7 белая пешка · b7 чёрный слон · b5 белый слон · g5 белый король · g4 белая ладья · g3 чёрная пешка · h3 белая пешка · g1 чёрная ладья | a8 чёрный король · a7 белая пешка · b7 чёрный слон · b5 белый слон · g5 белый король · g4 белая ладья · g3 чёрная пешка · h3 белая пешка · g1 чёрная ладья | a8 чёрный король · a7 белая пешка · b7 чёрный слон · b5 белый слон · g5 белый король · g4 белая ладья · g3 чёрная пешка · h3 белая пешка · g1 чёрная ладья | 1 |
|   | a | b | c | d | e | f | g | h |   |

Решение.

1. Сf1! Сf3!

2. Сg2!! Л:g2

3. Л:g3! Л:g3+

4. Крh4 с патом после отхода ладьи.

|   | a | b | c | d | e | f | g | h |   |
| - | --- | --- | --- | --- | --- | --- | --- | --- | - |
| 8 | b8 чёрная ладья · e7 белая пешка · g7 белая пешка · h5 чёрный король · h3 белый конь · e1 белый король | b8 чёрная ладья · e7 белая пешка · g7 белая пешка · h5 чёрный король · h3 белый конь · e1 белый король | b8 чёрная ладья · e7 белая пешка · g7 белая пешка · h5 чёрный король · h3 белый конь · e1 белый король | b8 чёрная ладья · e7 белая пешка · g7 белая пешка · h5 чёрный король · h3 белый конь · e1 белый король | b8 чёрная ладья · e7 белая пешка · g7 белая пешка · h5 чёрный король · h3 белый конь · e1 белый король | b8 чёрная ладья · e7 белая пешка · g7 белая пешка · h5 чёрный король · h3 белый конь · e1 белый король | b8 чёрная ладья · e7 белая пешка · g7 белая пешка · h5 чёрный король · h3 белый конь · e1 белый король | b8 чёрная ладья · e7 белая пешка · g7 белая пешка · h5 чёрный король · h3 белый конь · e1 белый король | 8 |
| 7 | b8 чёрная ладья · e7 белая пешка · g7 белая пешка · h5 чёрный король · h3 белый конь · e1 белый король | b8 чёрная ладья · e7 белая пешка · g7 белая пешка · h5 чёрный король · h3 белый конь · e1 белый король | b8 чёрная ладья · e7 белая пешка · g7 белая пешка · h5 чёрный король · h3 белый конь · e1 белый король | b8 чёрная ладья · e7 белая пешка · g7 белая пешка · h5 чёрный король · h3 белый конь · e1 белый король | b8 чёрная ладья · e7 белая пешка · g7 белая пешка · h5 чёрный король · h3 белый конь · e1 белый король | b8 чёрная ладья · e7 белая пешка · g7 белая пешка · h5 чёрный король · h3 белый конь · e1 белый король | b8 чёрная ладья · e7 белая пешка · g7 белая пешка · h5 чёрный король · h3 белый конь · e1 белый король | b8 чёрная ладья · e7 белая пешка · g7 белая пешка · h5 чёрный король · h3 белый конь · e1 белый король | 7 |
| 6 | b8 чёрная ладья · e7 белая пешка · g7 белая пешка · h5 чёрный король · h3 белый конь · e1 белый король | b8 чёрная ладья · e7 белая пешка · g7 белая пешка · h5 чёрный король · h3 белый конь · e1 белый король | b8 чёрная ладья · e7 белая пешка · g7 белая пешка · h5 чёрный король · h3 белый конь · e1 белый король | b8 чёрная ладья · e7 белая пешка · g7 белая пешка · h5 чёрный король · h3 белый конь · e1 белый король | b8 чёрная ладья · e7 белая пешка · g7 белая пешка · h5 чёрный король · h3 белый конь · e1 белый король | b8 чёрная ладья · e7 белая пешка · g7 белая пешка · h5 чёрный король · h3 белый конь · e1 белый король | b8 чёрная ладья · e7 белая пешка · g7 белая пешка · h5 чёрный король · h3 белый конь · e1 белый король | b8 чёрная ладья · e7 белая пешка · g7 белая пешка · h5 чёрный король · h3 белый конь · e1 белый король | 6 |
| 5 | b8 чёрная ладья · e7 белая пешка · g7 белая пешка · h5 чёрный король · h3 белый конь · e1 белый король | b8 чёрная ладья · e7 белая пешка · g7 белая пешка · h5 чёрный король · h3 белый конь · e1 белый король | b8 чёрная ладья · e7 белая пешка · g7 белая пешка · h5 чёрный король · h3 белый конь · e1 белый король | b8 чёрная ладья · e7 белая пешка · g7 белая пешка · h5 чёрный король · h3 белый конь · e1 белый король | b8 чёрная ладья · e7 белая пешка · g7 белая пешка · h5 чёрный король · h3 белый конь · e1 белый король | b8 чёрная ладья · e7 белая пешка · g7 белая пешка · h5 чёрный король · h3 белый конь · e1 белый король | b8 чёрная ладья · e7 белая пешка · g7 белая пешка · h5 чёрный король · h3 белый конь · e1 белый король | b8 чёрная ладья · e7 белая пешка · g7 белая пешка · h5 чёрный король · h3 белый конь · e1 белый король | 5 |
| 4 | b8 чёрная ладья · e7 белая пешка · g7 белая пешка · h5 чёрный король · h3 белый конь · e1 белый король | b8 чёрная ладья · e7 белая пешка · g7 белая пешка · h5 чёрный король · h3 белый конь · e1 белый король | b8 чёрная ладья · e7 белая пешка · g7 белая пешка · h5 чёрный король · h3 белый конь · e1 белый король | b8 чёрная ладья · e7 белая пешка · g7 белая пешка · h5 чёрный король · h3 белый конь · e1 белый король | b8 чёрная ладья · e7 белая пешка · g7 белая пешка · h5 чёрный король · h3 белый конь · e1 белый король | b8 чёрная ладья · e7 белая пешка · g7 белая пешка · h5 чёрный король · h3 белый конь · e1 белый король | b8 чёрная ладья · e7 белая пешка · g7 белая пешка · h5 чёрный король · h3 белый конь · e1 белый король | b8 чёрная ладья · e7 белая пешка · g7 белая пешка · h5 чёрный король · h3 белый конь · e1 белый король | 4 |
| 3 | b8 чёрная ладья · e7 белая пешка · g7 белая пешка · h5 чёрный король · h3 белый конь · e1 белый король | b8 чёрная ладья · e7 белая пешка · g7 белая пешка · h5 чёрный король · h3 белый конь · e1 белый король | b8 чёрная ладья · e7 белая пешка · g7 белая пешка · h5 чёрный король · h3 белый конь · e1 белый король | b8 чёрная ладья · e7 белая пешка · g7 белая пешка · h5 чёрный король · h3 белый конь · e1 белый король | b8 чёрная ладья · e7 белая пешка · g7 белая пешка · h5 чёрный король · h3 белый конь · e1 белый король | b8 чёрная ладья · e7 белая пешка · g7 белая пешка · h5 чёрный король · h3 белый конь · e1 белый король | b8 чёрная ладья · e7 белая пешка · g7 белая пешка · h5 чёрный король · h3 белый конь · e1 белый король | b8 чёрная ладья · e7 белая пешка · g7 белая пешка · h5 чёрный король · h3 белый конь · e1 белый король | 3 |
| 2 | b8 чёрная ладья · e7 белая пешка · g7 белая пешка · h5 чёрный король · h3 белый конь · e1 белый король | b8 чёрная ладья · e7 белая пешка · g7 белая пешка · h5 чёрный король · h3 белый конь · e1 белый король | b8 чёрная ладья · e7 белая пешка · g7 белая пешка · h5 чёрный король · h3 белый конь · e1 белый король | b8 чёрная ладья · e7 белая пешка · g7 белая пешка · h5 чёрный король · h3 белый конь · e1 белый король | b8 чёрная ладья · e7 белая пешка · g7 белая пешка · h5 чёрный король · h3 белый конь · e1 белый король | b8 чёрная ладья · e7 белая пешка · g7 белая пешка · h5 чёрный король · h3 белый конь · e1 белый король | b8 чёрная ладья · e7 белая пешка · g7 белая пешка · h5 чёрный король · h3 белый конь · e1 белый король | b8 чёрная ладья · e7 белая пешка · g7 белая пешка · h5 чёрный король · h3 белый конь · e1 белый король | 2 |
| 1 | b8 чёрная ладья · e7 белая пешка · g7 белая пешка · h5 чёрный король · h3 белый конь · e1 белый король | b8 чёрная ладья · e7 белая пешка · g7 белая пешка · h5 чёрный король · h3 белый конь · e1 белый король | b8 чёрная ладья · e7 белая пешка · g7 белая пешка · h5 чёрный король · h3 белый конь · e1 белый король | b8 чёрная ладья · e7 белая пешка · g7 белая пешка · h5 чёрный король · h3 белый конь · e1 белый король | b8 чёрная ладья · e7 белая пешка · g7 белая пешка · h5 чёрный король · h3 белый конь · e1 белый король | b8 чёрная ладья · e7 белая пешка · g7 белая пешка · h5 чёрный король · h3 белый конь · e1 белый король | b8 чёрная ладья · e7 белая пешка · g7 белая пешка · h5 чёрный король · h3 белый конь · e1 белый король | b8 чёрная ладья · e7 белая пешка · g7 белая пешка · h5 чёрный король · h3 белый конь · e1 белый король | 1 |
|   | a | b | c | d | e | f | g | h |   |

Решение.

1. Кf4+ Крh6

2. Кe6 (угрожая 3. Кd8) Лe8

Не помогает чёрным 2…Крh7 3. Кd8 Лb1+ 4. Крf2 Лb2+ 5. Крf3, и король скрывается на f7.

3. g8Ф! Л:g8

4. Кf8 Лg5! (ловушка)

5. Кg6!! с выигрышем. После 5. e8Ф? Лe5+! 6. Ф:e5 чёрные спасались патом.